# Julie Mazaleigue-Labaste
Julie Mazaleigue-Labaste, née le 10 mai 1981 à Saint-Jean-de-Luz et morte le 28 mars 2023 à Villejuif, est une chercheuse, philosophe et historienne des sciences française.

## Biographie
Julie Mazaleigue-Labaste a fait ses études supérieures à l’université de Picardie Jules Verne (UPJV). Elle obtient un D.E.U.G. et une licence de philosophie, mention « Très Bien » en 2002, puis un Master « Philosophie de la connaissance » de l’UPJV, mention « Très Bien » en 2005 pour des travaux sur Donald Davidson.
En 2004, elle est lauréate du concours d’Agrégation de Philosophie (Rang : 4 et bi-admissible CAPES / Agrégation). Elle réalise sa thèse à l’UPJV dans le cadre d’une allocation de recherche ministérielle, obtenue sur dossier et projet, en juin 2005, conduite sous la direction de M. François Delaporte. Elle est présentée et soutenue le mercredi 1er décembre 2010. Elle obtient un Doctorat avec la mention « Très honorable, avec les félicitations du jury ».

## Recherches
Elle a obtenu un doctorat en philosophie à l’Université de Picardie Jules Verne d’Amiens.
Elle a soutenu sa thèse sur l’histoire de la perversion sexuelle.
Elle est admise au CNRS en 2017.
Elle est chargée de recherche au CNRS, à l’institut des sciences juridiques et philosophiques de la Sorbonne ; elle s’est spécialisée dans l'histoire de la sexualité et des sciences de la sexualité durant la période contemporaine,.
Julie Mazaleigue-Labaste fut à l’origine du projet ANR : Consent. Consentement, éthique sexuelle et sensibilité érotique, initié en décembre 2021, au sein de l’ISJPS (UMR 8103). Elle en fut la coordinatrice et l'architecte principale.
Elle meurt le 28 mars 2023 à Villejuif.

## Distinctions
- 2015 : Prix Robert Blanché de l’Académie des sciences morales et politiques pour Les déséquilibres de l’amour[7].
- 2014 :  Bourse du concours « Jeunes Chercheurs » du Comité National Français d’Histoire et de Philosophie des Sciences, organisé par le CNFHPS et la Société Française d’Histoire des Sciences et des Techniques, pour le Congrès 2014 de la SFHST, Lyon
- 2011 : Prix de thèse « Sciences Humaines et Sociales » de l’Université de Picardie Jules Verne le 6 Mai 2011
- 2005 : Lauréate d’une Allocation Ministérielle (classée 1), Université de Picardie Jules Verne

## Publications
- Le maudit problème du masochisme : Préface à Freud, Sigmund, 2011, Du masochisme (Les aberrations sexuelles, Un enfant est battu, Le problème économique du masochisme), Paris : Payot, p. 7-45.
- Les Déséquilibres de l'amour : La genèse du concept de perversion sexuelle, de la Révolution française à Freud, D'ithaque Eds, coll. « Philosophie Anthropologie Psyc », 2014, 296 p. (ISBN 291612053X)
- avec Marie-Xaviere Catto, La bicatégorisation de sexe : Entre droit, normes sociales et sciences biomédicales, Mare & Martin, coll. « Institut des sciences juridiques et philosophique de la Sorbonne », 2021, 228 p. (ISBN 2849345393)
- avec Alicia-Dorothy Mornington et Manon Garcia, Envers et revers du consentement : La sexualité,la famille et le corps, entre consentement, contraintes et autonomie, Mare & Martin, coll. « Inst.sc.juridiques Et Philosop », 2022 (ISBN 2849345849)